# 250-Meilen-Rennen von Daytona 1981, 2. Rennen
Das zweite 250-Meilen-Rennen von Daytona 1981, auch 1981 IMSA National Championship Finale (Camel GT 250), Daytona International Speedway, fand am 29. November dieses Jahres auf dem Daytona International Speedway statt. Es war der 22. und letzte Lauf der IMSA-GTP-Serie 1981.

## Das Rennen
Da sich Brian Redman schon vor dem Finallauf in Daytona die Gesamtwertung der Fahrer der Serie gesichert hatte, kam dieser Veranstaltung für die Meisterschaft keine Bedeutung mehr zu. Das Rennen war jedoch eines der spannendsten der Saison. Fast die gesamte Renndistanz lieferten sich Redman und John Paul junior einen harten Zweikampf um den Sieg. Mehrmals wechselte die Führung und im Ziel hatte Paul nach knapp zwei Stunden Fahrzeit einen Vorsprung von 1,1 Sekunden auf den zweitplatzierten Redman.

## Ergebnisse

### Schlussklassement
| 1               | GTX | 18 | J.L.P. Racing                 | John Paul junior                    | Porsche 935 JLP-3   | 65 |
| 2               | GTX | 7  | Cooke-Woods Racing            | Brian Redman                        | Lola T600           | 65 |
| 3               | GTX | 86 | Bayside Disposal Racing       | Hurley Haywood                      | Porsche 935/80      | 65 |
| 4               | GTX | 46 | de Narváez Enterprises        | Mauricio de Narváez                 | Porsche 935J        | 64 |
| 5               | GTX | 00 | Interscope Racing             | Ted Field Don Whittington           | Porsche 935K3/80    | 64 |
| 6               | GTX | 8  | JLP Racing                    | Josele Garza                        | Porsche 935 JLP-2   | 63 |
| 7               | GTO | 25 | Red Lobster Racing            | Dave Cowart Kenper Miller           | BMW M1              | 62 |
| 8               | GTX | 1  | John Fitzpatrick Racing       | John Fitzpatrick                    | Porsche 935K3/80    | 62 |
| 9               | GTO | 54 | Montura Racing                | Tony Garcia                         | BMW M1              | 61 |
| 10              | GTO | 73 |                               | Dennis Wilson                       | BMW M1              | 61 |
| 11              | GTX | 5  | Akin Motor Racing             | Bob Akin Skeeter McKitterick        | Porsche 935K3/80    | 61 |
| 12              | GTO | 4  |                               | Bob Raub                            | Chevrolet Camaro    | 59 |
| 13              | GTU | 98 | Kent Racing                   | Walt Bohren                         | Mazda RX-7          | 58 |
| 14              | GTO | 48 | Dynasales                     | John Carusso                        | Chevrolet Corvette  | 58 |
| 15              | GTO | 91 | Framm Promotions              | Roger Schramm Werner Frank          | Porsche Carrera RSR | 58 |
| 16              | GTU | 85 | Logan Blackburn               | Logan Blackburn                     | Datsun 280ZX        | 57 |
| 17              | GTX | 9  | Garretson Racing              | Bobby Rahal Bob Garretson           | Porsche 935K3/80    | 57 |
| 18              | GTO | 35 |                               | Marion Speer Terry Wolters          | Porsche Carrera RSR | 57 |
| 19              | GTO | 29 |                               | Hoyt Overbagh                       | Chevrolet Monza     | 57 |
| 20              | GTU | 92 | Kent Racing                   | Lee Mueller                         | Mazda RX-7          | 57 |
| 21              | GTU | 32 | Alderman Datsun               | George Alderman                     | Datsun 240Z         | 56 |
| 22              | GTO | 37 | Kendco Ent. Ed Kuhel          | Ed Kuhel Dick Neland                | Chevrolet Camaro    | 56 |
| 23              | GTO | 34 | Drolsom Racing                | George Drolsom                      | Porsche 924 Carrera | 55 |
| 24              | GTU | 49 |                               | Bob Speakman                        | Mazda RX-7          | 55 |
| 25              | GTO | 15 | D. L. Performance Engineering | Doug Lutz Dave Panaccione           | Porsche Carrera RSR | 54 |
| 26              | GTU | 51 |                               | Jim Trueman Doug Carmean            | Mazda RX-7          | 54 |
| 27              | GTO | 39 |                               | Glenn Worthington Rick Kump         | Chevrolet Camaro    | 54 |
| 28              | GTO | 75 | Dale Kreider                  | Dale Kreider                        | Chevrolet Corvette  | 54 |
| 29              | GTX | 14 | Del Russo Taylor              | Del Russo Taylor                    | Chevron GTP         | 52 |
| 30              | GTX | 95 | Whittington Bros              | Dale Whittington Randy Lanier       | Porsche 935K3       | 50 |
| 31              | GTU | 55 | Mandeville Racing Ent.        | Roger Mandeville Amos Johnson       | Mazda RX-7          | 50 |
| 32              | GTO | 60 | Bob’s Speed Products          | Bob Lee                             | AMC AMX             | 49 |
| 33              | GTO | 04 | T & R Racing                  | Rene Rodriguez Fred Flaquer         | Porsche Carrera RSR | 48 |
| 34              | GTO | 04 | Philip Keirn                  | Philip Keirn                        | Chevrolet Corvette  | 48 |
| 35              | GTX | 20 | Fuchs-Whitaker                | Jimmy Tumbleston Jim Baker          | Chevrolet Camaro    | 48 |
| 36              | GTO | 10 |                               | Dave Heinz                          | Chevrolet Camaro    | 47 |
| 37              | GTO | 97 |                               | Don Cummings Ed Justis              | Ford Mustang        | 44 |
| 38              | GTU | 27 |                               | Jim Fowells Ray Mummery             | Mazda RX-7          | 44 |
| 39              | GTO | 24 |                               | Jack Refenning Ren Tilton           | Porsche 934         | 43 |
| 40              | GTO | 72 |                               | Ford Smith                          | Chevrolet Corvette  | 43 |
| 41              | GTO | 01 |                               | Ron Hunter Terry Gimmell            | Mercury Capri       | 43 |
| 42              | GTO | 80 |                               | Kerry Hitt                          | Chevrolet Corvette  | 35 |
| 43              | GTX | 09 | Preston Henn                  | Preston Henn Bonnie Henn            | Porsche 935K3       | 31 |
| 44              | GTO | 88 |                               | George Stone Bob Beasley            | Porsche Carrera RSR | 26 |
| 45              | GTU | 64 |                               | Exay Borrero Joe Varde              | BMW 320i            | 23 |
| Ausgefallen     |     |    |                               |                                     |                     |    |
| 46              | GTX | 16 | Team Zakspeed Roush           | Kevin Cogan Peter Kuhn Klaus Ludwig | Ford Mustang Turbo  | 49 |
| 47              | GTO | 06 | Al Levenson                   | Al Levenson                         | Chevrolet Corvette  | 48 |
| 48              | GTU | 47 |                               | Michael Zimicki                     | Mazda RX-7          | 43 |
| 49              | GTO | 67 | Joe Crevier                   | Joe Crevier Jeff Scott              | BMW M1              | 33 |
| 50              | GTO | 41 |                               | Rusty Schmidt Scott Schmidt         | Chevrolet Corvette  | 32 |
| 51              | GTX | 44 | Stratagraph                   | Billy Hagan                         | Chevrolet Camaro    | 32 |
| 52              | GTX | 6  | Team Zakspeed Roush           | Klaus Ludwig Rick Mears             | Ford Mustang Turbo  | 29 |
| 53              | GTO | 45 |                               | Bob Penrod                          | Ford Mustang        | 27 |
| 54              | GTO | 33 |                               | Al Bacon John Ashford               | Porsche Carrera     | 25 |
| 55              | GTO | 78 |                               | Paul Metz                           | Plymouth Barracuda  | 24 |
| 56              | GTO | 56 | Peerless Racing               | Craig Carter                        | Chevrolet Camaro    | 23 |
| 57              | GTU | 36 |                               | Rick Cline                          | Mazda RX-7          | 21 |
| 58              | GTU | 22 | Personalized Autohaus         | Wayne Baker                         | Porsche 914/4       | 19 |
| 59              | GTO | 84 |                               | Richard Anderson Bard Boand         | Chevrolet Corvette  | 19 |
| 60              | GTU | 42 | Dan Robson                    | Dan Robson                          | Datsun B210         | 15 |
| 61              | GTO | 12 |                               | Tommy Riggins                       | Chevrolet Camaro    | 13 |
| 62              | GTU | 50 |                               | Irv Hoerr                           | Mazda RX-7          | 12 |
| 63              | GTO | 61 | C. C. Canada                  | C. C. Canada                        | Chevrolet Corvette  | 11 |
| 64              | GTU | 71 | Charles Morgan                | Charles Morgan                      | Datsun 280ZX        | 10 |
| 65              | GTO | 63 |                               | Bill Nelson Gene Forsthofel         | Pontiac Firebird    | 10 |
| 66              | GTU | 57 |                               | John Morgan                         | Datsun Z            | 9  |
| 67              | GTO | 21 | Lloyd Frink                   | Lloyd Frink                         | Chevrolet Corvette  | 2  |
| 68              | GTU | 66 | Jack Dunham                   | Jack Dunham                         | Mazda RX-7          | 2  |
| 69              | GTU | 38 | Ron Case                      | Ron Case                            | Porsche 911         | 1  |
| 70              | GTX | 2  | Marty Hinze                   | Marty Hinze                         | Porsche 935         | 1  |
| 71              | GTO | 99 | Full Time Racing              | Phil Currin                         | Chevrolet Corvette  | 1  |
| 72              | GTO | 05 | T & R Racing                  | Tico Almeida                        | Porsche Carrera RSR | 1  |
| Nicht gestartet |     |    |                               |                                     |                     |    |
| 73              | GTX | 77 |                               |                                     | Chevrolet Corvette  | 1  |
| 74              | GTX | 90 |                               |                                     | Chevrolet Corvette  | 2  |

1 nicht gestartet
2 nicht gestartet

### Nur in der Meldeliste
Zu diesem Rennen sind keine weiteren Meldungen bekannt.

### Klassensieger
| Klasse | Fahrer           | Fahrer        | Fahrzeug          | Platzierung im Gesamtklassement |
| ------ | ---------------- | ------------- | ----------------- | ------------------------------- |
| GTX    | John Paul junior |               | Porsche 935 JLP-3 | Gesamtsieg                      |
| GTO    | Dave Cowart      | Kenper Miller | BMW M1            | Rang 7                          |
| GTU    | Walt Bohren      |               | Mazda RX-7        | Rang 13                         |

### Renndaten
- Gemeldet: 74
- Gestartet: 72
- Gewertet: 45
- Rennklassen: 3
- Zuschauer: unbekannt
- Wetter am Renntag: unbekannt
- Streckenlänge: 6,179 km
- Fahrzeit des Siegerteams: 2:02:21,090 Stunden
- Gesamtrunden des Siegerteams: 65
- Gesamtdistanz des Siegerteams: 401,692 km
- Siegerschnitt: 196,987 km/h
- Pole Position: John Paul junior – Porsche 935 JLP-3 (#18)
- Schnellste Rennrunde: John Fitzpatrick – Porsche 935K3/80 (#19) – 1:47,120 – 207,689 km/h
- Rennserie: 22. Lauf zur IMSA-GTP-Serie 1981